# بوليمر ضوئي

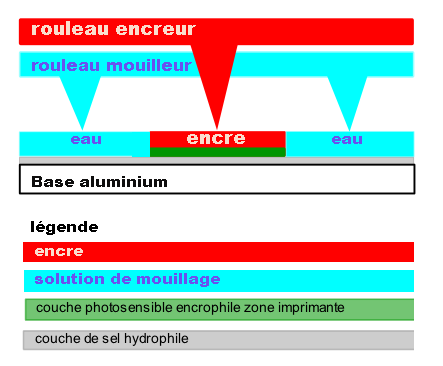
صفيحة أوفست تستعمل البوليمر الضوئي (بالأخضر)

البوليمر الضوئي أو المبلمر الضوئي هو مادة اصطناعية مركبة خاضعة لتحوّل جزيئي (البلمرة، التشبيك، نزع البلمرة) بفعل الضوء، عادة أشعة فوق البنفسجية، مشكِّلة تنويعات فيزيائية فيما بين الاجزاء المعرّضة والغير معرضة للضوء.

البوليمر الضوئي مستعمل لصنع القوالب الطباعية، نموذج أولي سريع، الطباعة ثلاثية الأبعاد.